# Valentijn Bing
Valentijn Bing (Amsterdam, 22 april 1812 - Nieuwpoort, 28 januari 1895) was een Nederlandse schilder, tekenaar, lithograaf en docent.

## Leven en werk
Bing was een zoon van de Amsterdamse koopman Andreas Christoph Bing en de Engelse Mary Ann Barton. Hij studeerde aan de Koninklijke Akademie in zijn geboorteplaats, waar hij les kreeg van Jan Adam Kruseman. Hij maakte onder meer figuur- en genrevoorstellingen, (kerk)interieurs, portretten en stadsgezichten. Bing nam deel aan diverse tentoonstellingen van Levende Meesters. In 1839 werd hij lid van Arti et Amicitiae. Vanaf 1843 was hij docent aan de Amsterdamse Akademie. In 1868 ontving hij uit handen van J.W. Kaiser een eremedaille voor zijn zilveren jubileum als docent. Tot zijn leerlingen behoorden Jacques Carabain, Jacob Willem Gruijter, Adrianus David Hilleveld, Cornelis Nicolaas Looman, Jan Portielje, Jan Jacob Schenkel, Eduard Frederik van de Waereld en Marie Wandscheer.
In samenwerking met Jan Braet von Überfeldt schreef en tekende Bing boeken over klederdracht en tekenkunde. 
Bing bleef lang ongehuwd en woonde samen met zijn zussen in Amsterdam tot hij op 51-jarige leeftijd trouwde met de 23 jaar jongere Antonia Johanna Heiligers (1835-1897) uit Bleskensgraaf. Uit het huwelijk werd een aantal kinderen geboren. In 1891 verhuisde het gezin naar Bleskensgraaf en niet lang daarna naar Nieuwpoort, waar Bing in 1895 op 82-jarige leeftijd overleed. 

## Enkele werken

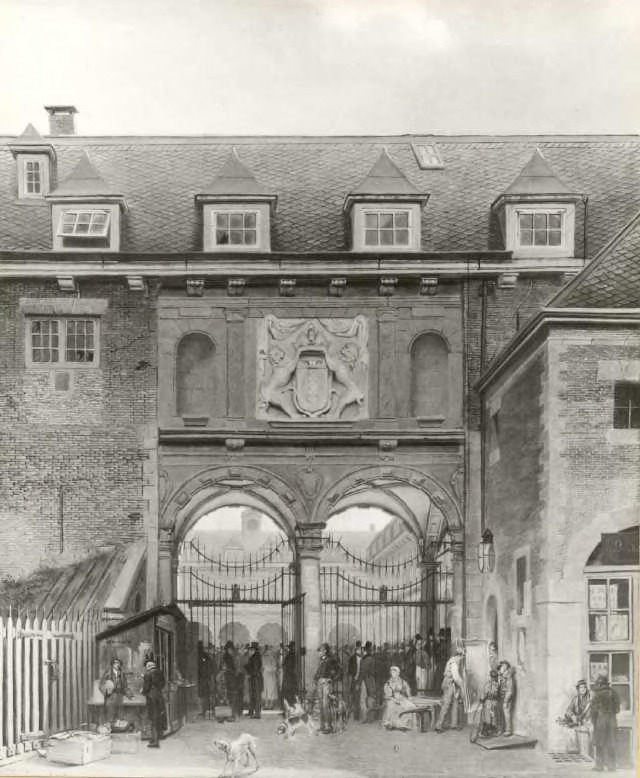
De hoofdingang van de Oude Beurs te Amsterdam (1836), collectie Rijksmuseum Twenthe
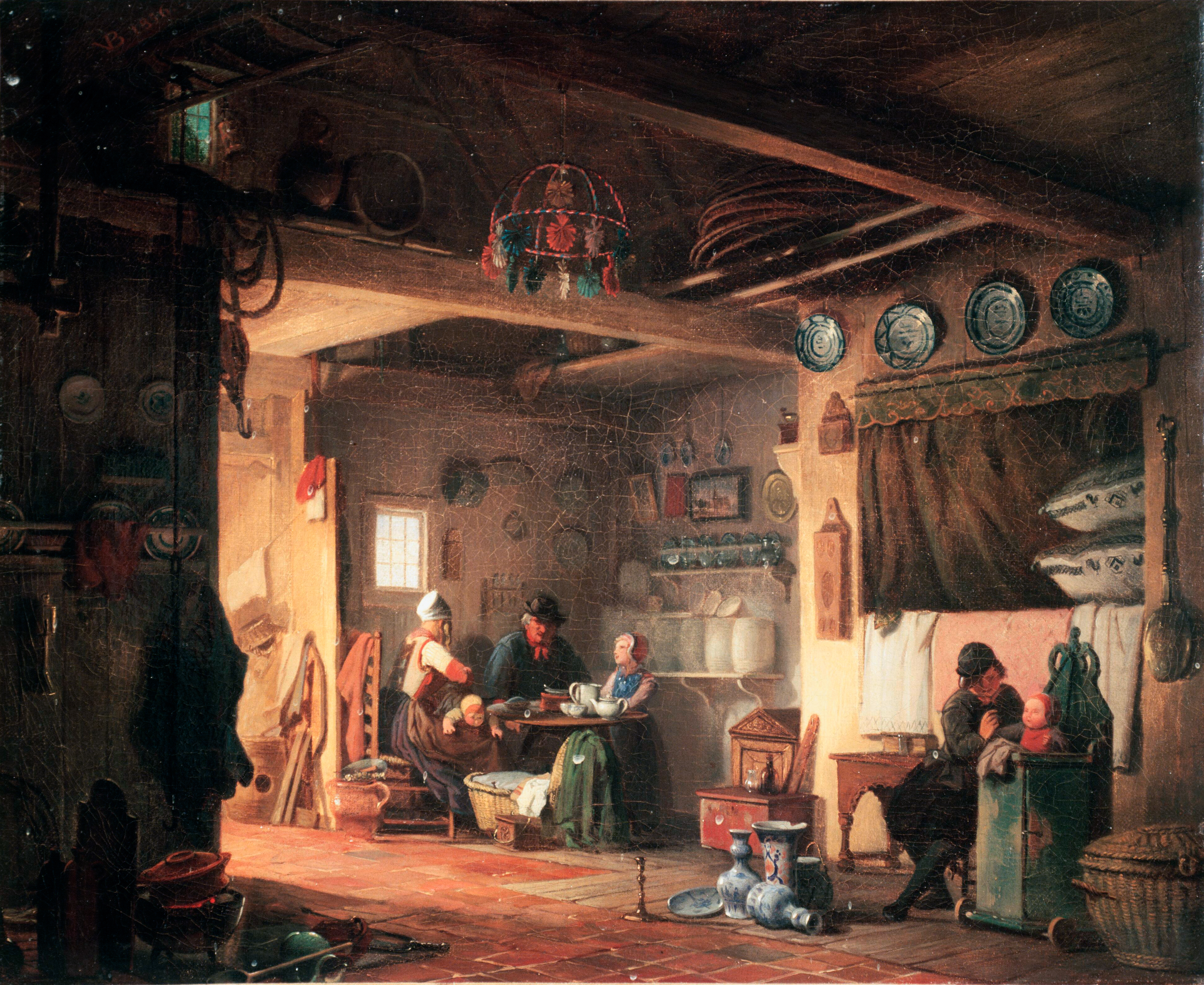
Marker rookhuis (1856), collectie Zuiderzeemuseum

## Publicaties
- Cornelis van der Vijver (1841) Het loon der deugd en het gevolg der ondeugd : geschetst in verhalen. Amsterdam : G.W. Tielkemeijer. Met platen van V. Bing (del.) en J. Mulder (sculps.)
- Jan Braet von Überfeldt en Valentijn Bing (1857) Nederlandsche kleederdragten, naar de natuur geteekend. Amsterdam: Frans Buffa & Zonen.
- Jan Braet von Überfeldt en Valentijn Bing (1863). Handleiding tot het teekenen naar de natuur naar aanleiding der leerwijze van F. & A. Dupuis. Amsterdam: C.L. Brinkman.
- Jan Braet von Überfeldt en Valentijn Bing (1866) Beginselen der doorzigtkunde. Amsterdam: C.L. Brinkman.
- F.P. Kanitz (1875) Handleiding voor de geschiedenis, de ontwikkeling en de kennis der meest eigenaardige vormen van de voornaamste ornamentstijlen uit alle tijden. Amsterdam: G. Theod. Bom. Vertaald en bewerkt door Braet von Überfeldt en Bing.

- Biografisch Portaal: 98739485
- Digitale Bibliotheek voor de Nederlandse Letteren: bing009
- Gemeinsame Normdatei: 1067658009
- International Standard Name Identifier: 0000 0003 8744 2559
- Nederlandse Thesaurus van Auteursnamen: 070437025
- RKD-Nederlands Instituut voor Kunstgeschiedenis: 8492
- Trove: 1094093
- Union List of Artist Names: 500050644
- Virtual International Authority File: 280386543
- WorldCat: E39PBJxmHkWhyv3wXMHmx9TJXd